# 无毛羽衣草
无毛羽衣草（学名：Alchemilla glabra）是蔷薇科羽衣草属的植物。分布在 中欧、北欧以及中国大陆的四川等地，生长于海拔4,000米的地区，常生长在高山草原，目前尚未由人工引种栽培。